# Forțele Aeriene ale Republicii Moldova
La Forțele Aeriene ale Republicii Moldova è l'attuale aeronautica militare della Moldavia.

## Storia

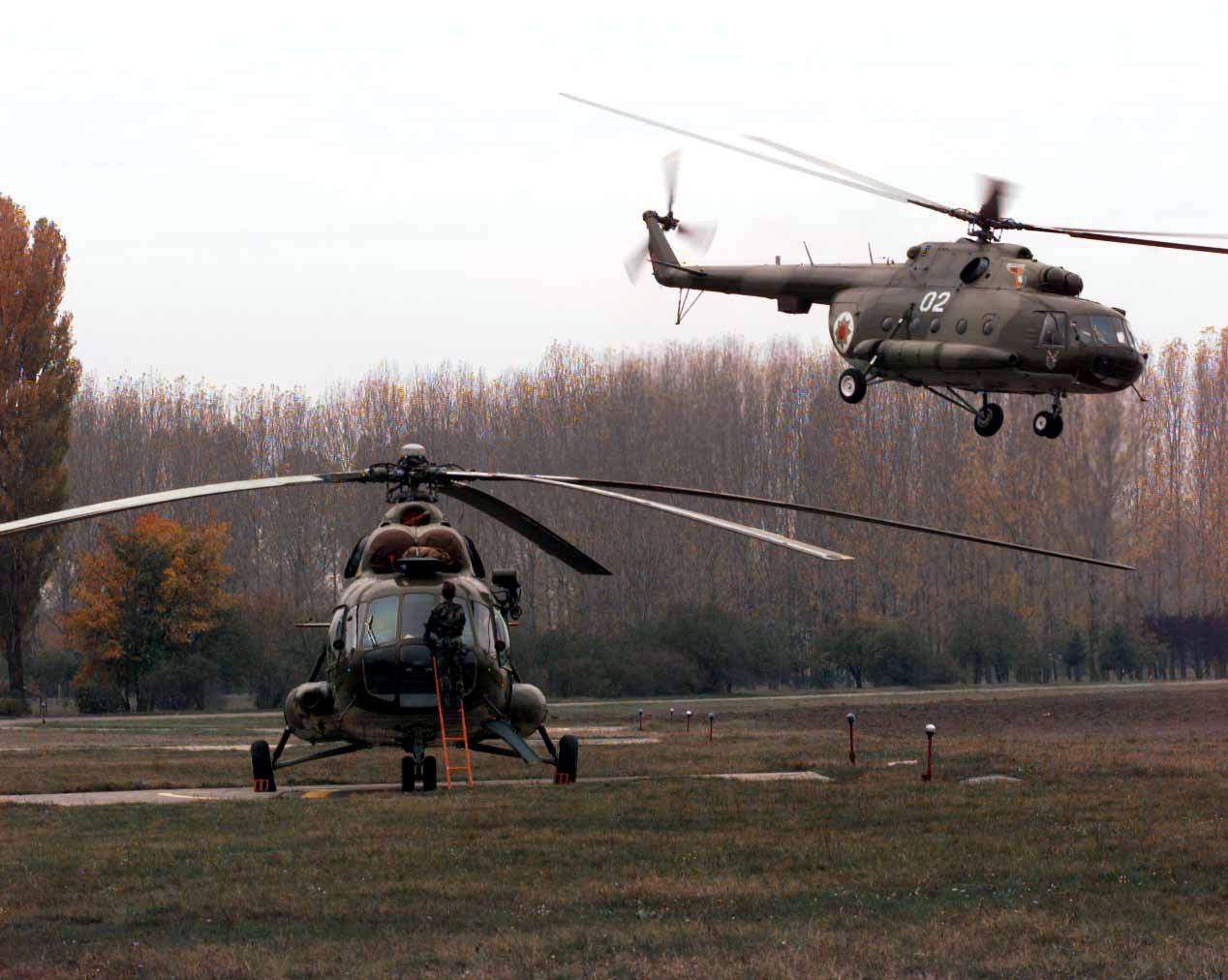
Mi-8MT moldavi nel 1996

L’aeronautica moldava si è formata dopo la dissoluzione dell’Unione Sovietica. Nel 1992 il suo organico consisteva di 1 300 uomini divisi in un reggimento caccia di stanza a Mărculești, uno squadrone di elicotteri e una brigata missilistica, che contavano 34 MiG-29, 8 Mi-8, 5 aerei da trasporto e 25 tra S-125 e S-200.
Subito dopo l'indipendenza, soprattutto a causa della scarsa disponibilità economica, fu deciso di vendere tutto il materiale ereditato. Ciò comportò la dismissione quasi totale di tutta la flotta dei MiG-29, di cui i primi quattro esemplari furono ceduti allo Yemen nel 1992.4 venduti allo Yemen nel 1992.

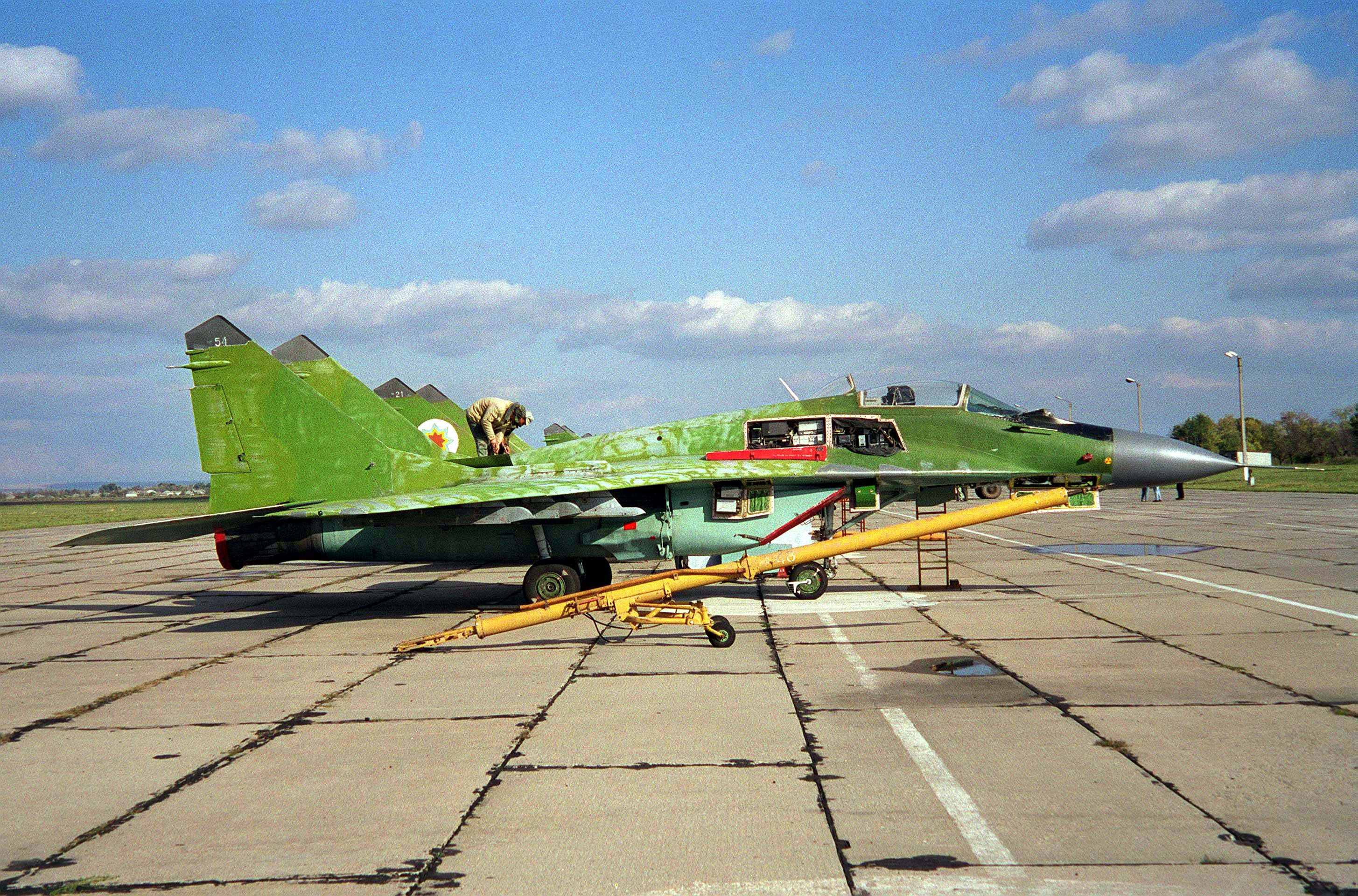
MiG-29 moldavo in preparazione per essere trasportato verso gli Stati Uniti

Nel 1997, 21 esemplari (6 MiG-29A, 1 MiG-29B e 14 MiG-29C) furono ceduti agli Stati Uniti per 40 milioni di dollari. Gli ultimi sei esemplari rimasero accantonati in condizioni deplorevoli presso la base aerea di Mărculești. Successivamente, si pensò di vendere questi ultimi esempalri, ma due aste per la vendita, nel 2011 e nel 2012 andarono deserte.
Nel 2004 disponeva di 10 An-2, 2 An-72, 1 Il-18 e 8 Mi-8; a causa degli elevati costi di gestione 6 MiG-29, 1 Tu-134 e 1 An-24 erano in organico ma accantonati.
Nel marzo 2010 è stato firmato un protocollo tra Moldavia e Romania per lo scambio di informazioni su voli militari in prossimità del confine e di dati radar e la partecipazione ad attività congiunte tra Forțele Aeriene ale Republicii Moldova e Forțele Aeriene Române.
Al febbraio 2023, fonti ucraine affermavano che i sei MiG-29S accantonati, anche se non più in condizioni di volo, fossero ancora disponibili.

## Aeromobili in uso
Sezione aggiornata annualmente in base al World Air Force di Flightglobal del corrente anno. Tale dossier non contempla UAV, aerei da trasporto VIP ed eventuali incidenti accorsi durante l'anno della sua pubblicazione. Modifiche giornaliere o mensili che potrebbero portare a discordanze nel tipo di modelli in servizio e nel loro numero rispetto a WAF, vengono apportate in base a siti specializzati, periodici mensili e bimestrali. Tali modifiche vengono apportate onde rendere quanto più aggiornata la tabella.
| Aeromobile             | Origine | Tipo                          | Versione (denominazione locale) | In servizio (2024) | Note                                                              |
| Aerei da trasporto     |         |                               |                                 |                    |                                                                   |
| Antonov An-26          | Russia  | aereo da trasporto tattico    | An-26                           | 1                  | 1 An-26 consegnato.                                               |
| Aerei da addestramento |         |                               |                                 |                    |                                                                   |
| Yakovlev Yak-18 Max    | Russia  | aereo da addestramento basico | Yak-18T                         | 1                  | 1 Yak-18T consegnato.                                             |
| Elicotteri             |         |                               |                                 |                    |                                                                   |
| Mil Mi-8SP Hip         | Russia  | elicottero da trasporto VIP   | Mi-8PS                          | 1                  | 1 Mi-8PS consegnato ed utilizzato per il trasporto presidenziale. |

## Aeromobili ritirati
- Mikoyan-Gurevich MiG-29A Fulcrum - 6 esemplari (1991-1997)[3]
- Mikoyan-Gurevich MiG-29B Fulcrum - 1 esemplare (1991-1997)[3]
- Mikoyan-Gurevich MiG-29C Fulcrum - 14 esemplari (1991-1997)
- Mikoyan-Gurevich MiG-29A Fulcrum - 10 esemplari (1991-1992)[2][3]
- Antonov An-2[5]
- Antonov An-24[5]
- Antonov An-72[5]
- Ilyushin Il-18[5]
- Antonov An-30[10]
- Mil Mi-8[5]